# Monumento a la Constitución de 1978 (Zaragoza)

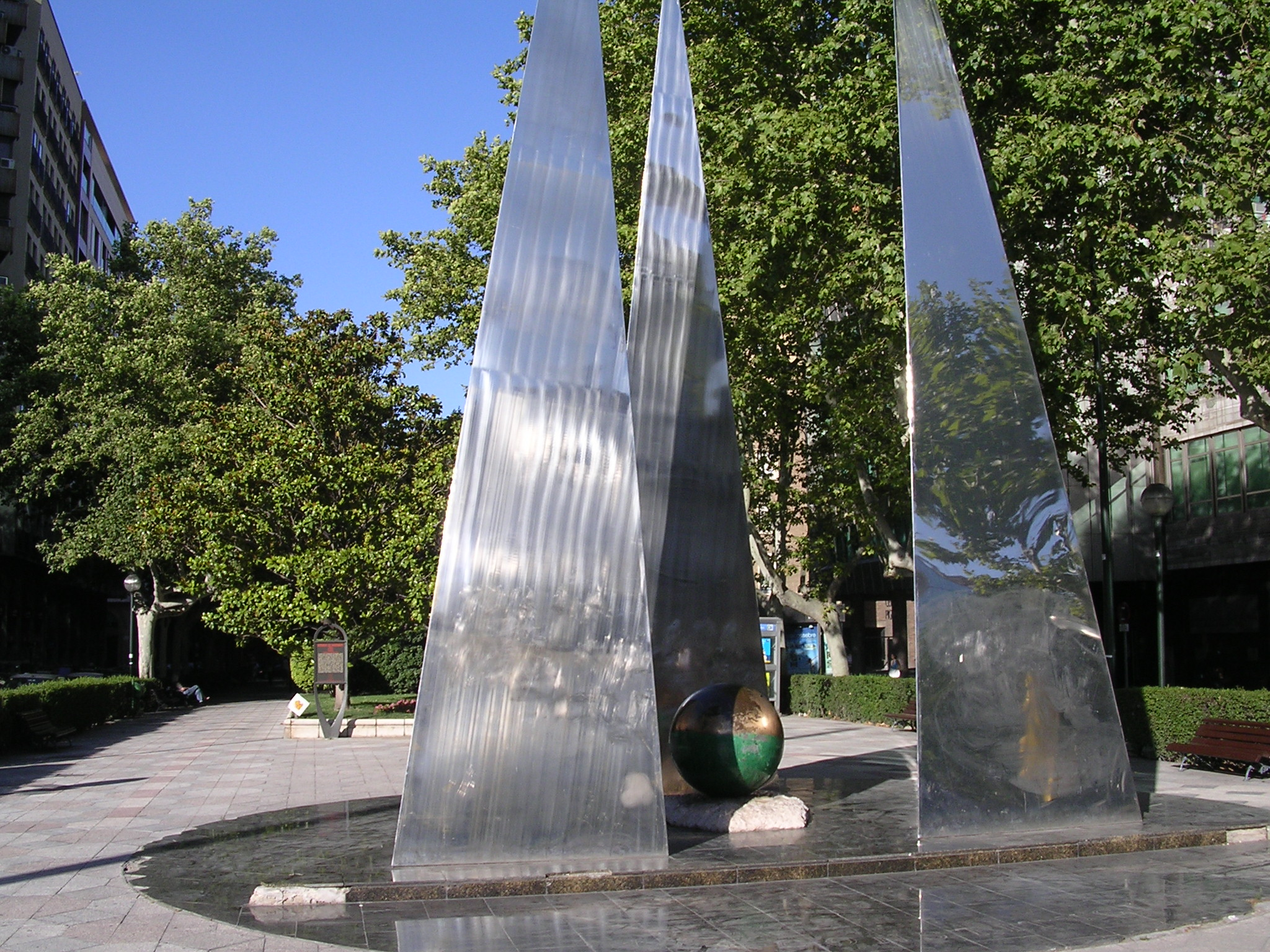
imagen del monumento.

El Monumento a la Constitución de 1978 es una composición alegórica en honor a la Constitución española de 1978 situada en el paseo de la Constitución de Zaragoza.

## Descripción
El monumento se compone de tres pirámides de metal de 9 metros de altura que rodean una esfera de bronce de 3 metros de diámetro.

## Significado
Las tres pirámides son símbolo de los tres poderes en los que se divide el estado (Ejecutivo,legislativo y judicial). La esfera central representa la ciudadanía que sostiene a los poderes.

## Historia
En 1989 el ayuntamiento convocó un concurso público para decidir el monumento que ocuparía el emplazamiento el ganador fue Florencio de Pedro Herrera. El 6 de diciembre de ese mismo año como parte de los actos de conmemoración del 11 aniversario de la aprobación de la constitución fue inaugurado el monumento.